# Lose Yourself
Lose Yourself är en hiphop-låt från 2002 som sjöngs av rapparen Eminem och utkom på singelskiva samma år. Han hade även varit med själv och skrivit den. Låten var ledmotiv till filmen 8 Mile (där Eminem själv hade huvudrollen) och belönades med en Oscar för bästa sång. I Sverige blev låten en stor hit och sålde guld. 
Låten fanns med på plats 166 när världens största musiktidskrift Rolling Stone 2004 listade de 500 bästa låtarna genom tiderna. Tillsammans med Outkasts "Hey Ya!" är "Lose Yourself" den enda låten på listan som släppts under 2000-talet.